# La Ventrouze
La Ventrouze település Franciaországban, Orne megyében. Lakosainak száma 122 fő (2022. január 1.). La Ventrouze Tourouvre au Perche és L’Hôme-Chamondot községekkel határos.

## Népesség
A település népességének változása:
| Lakosok száma | 114  | 117  | 126  | 126  | 125  | 124  | 125  | 123  | 122  |
|               | 2013 | 2015 | 2016 | 2017 | 2018 | 2019 | 2020 | 2021 | 2022 |